# Cerro Judío
Cerro Judío är ett berg i Mexiko.   Det ligger i kommunen Magdalena Contreras och delstaten Distrito Federal, i den sydöstra delen av landet, 18 km sydväst om huvudstaden Mexico City. Toppen på Cerro Judío är 2 765 meter över havet, eller 91 meter över den omgivande terrängen. Bredden vid basen är 0,83 kilometer.
Terrängen runt Cerro Judío är huvudsakligen kuperad, men österut är den platt. Runt Cerro Judío är det mycket tätbefolkat, med 4 039 invånare per kvadratkilometer. Närmaste större samhälle är Mexico City, 17,8 km nordost om Cerro Judío. I omgivningarna runt Cerro Judío växer i huvudsak blandskog.